# Ermedin Demirović
Ermedin Demirović (* 25. März 1998 in Hamburg) ist ein bosnisch-deutscher Fußballspieler. Er spielt derzeit beim VfB Stuttgart.

## Karriere

### Vereine

#### Jugend in Hamburg und Leipzig
Demirović wuchs in Hamburg auf und wurde im Nachwuchsleistungszentrum des Hamburger SV ausgebildet. Nachdem der 16-Jährige beim HSV, bei dem er zuletzt mit den B2-Junioren (U16) in der zweitklassigen B-Junioren-Regionalliga Nord gespielt hatte, aussortiert worden war, wechselte er zur Saison 2014/15 zu den B1-Junioren (U17) von RB Leipzig. Dort erzielte der Stürmer in der B-Junioren-Bundesliga unter dem Cheftrainer Achim Beierlorzer und dessen Nachfolger Robert Klauß in 23 Spielen 14 Tore und wurde Meister der Staffel Nord/Nordost. In der anschließenden Endrunde um die gesamtdeutsche Meisterschaft scheiterte er mit seiner Mannschaft im Halbfinale an Borussia Dortmund. Parallel kam Demirović unter Frank Leicht bereits 6-mal für die A-Junioren (U19) in der A-Junioren-Bundesliga zum Einsatz und erzielte 3 Tore. Auch mit der U19 wurde er Meister der Staffel Nord/Nordost und scheiterte im Halbfinale an der TSG 1899 Hoffenheim. In der Saison 2015/16 gehörte er fest der U19 an und erzielte in 23 Bundesligaspielen 9 Tore. In der Saison 2016/17, seinem letzten Jahr bei den Junioren, folgten unter Beierlorzer in 25 Einsätzen 14 Tore. Zudem kam Demirović im April 2017 zu einem Einsatz für die zweite Mannschaft in der viertklassigen Regionalliga Nordost, bei dem er ein Tor erzielte.

#### Wechsel ins Ausland
Unter anderem aufgrund von Defiziten in der Geschwindigkeit wurde Demirović nach dem Ende seiner Juniorenzeit nicht in die Profimannschaft übernommen. Die zweite Mannschaft hatte der Verein nach dem Ende der Vorsaison vom Spielbetrieb abgemeldet. Daher wechselte der 19-Jährige zur Saison 2017/18 zum spanischen Erstligisten Deportivo Alavés, bei dem er seinen ersten Profivertrag mit einer Laufzeit bis zum 30. Juni 2021 unterschrieb. Demirović gehörte der ersten Mannschaft an, kam bis zum Jahresende 2017 aber zunächst 4-mal für die zweite Mannschaft in der viertklassigen Tercera División zum Einsatz und erzielte 6 Tore. Ende Januar 2018 debütierte der Stürmer schließlich gegen den FC Barcelona als Einwechselspieler in der Primera División. Bis zum Saisonende folgten 2 Startelfeinsätze, in denen er ein Tor erzielte.
Zur Saison 2017/18 wechselte Demirović leihweise zum französischen Zweitligisten FC Sochaux. Nach einem halben Jahr, in dem er in 16 Ligaspielen (alle von Beginn) 4 Tore erzielt hatte, wurde der Leihvertrag wieder aufgelöst. Daraufhin wurde er innerhalb Spaniens an den Zweitligisten UD Almería verliehen. Auch dort gelang Demirović mit 13 Einsätzen (einmal von Beginn) und ohne Torerfolg der Durchbruch nicht.
Im September 2019 verliehen die Basken ihn zum dritten Mal, dieses Mal bis zum Ende der Saison 2019/20 zum Schweizer Erstligisten FC St. Gallen. Dort wurde er Stammspieler und Leistungsträger. Er erzielte in 28 Partien 14 Tore, zudem bereitete er 5 weitere Treffer vor.

#### Wechsel in die Bundesliga
Zur Saison 2020/21 verließ Demirović Deportivo Alavés endgültig und kehrte nach Deutschland zurück, wo er sich dem Bundesligisten SC Freiburg anschloss. Unter dem Cheftrainer Christian Streich absolvierte der Stürmer 30 Bundesligaspiele (19-mal von Beginn) und erzielte 5 Tore. In der Saison 2021/22 kam er zwar auf 31 Bundesligaspiele, stand jedoch nur noch 9-mal in der Startelf und auch seine Torausbeute fiel mit 2 Treffern geringer aus. Im DFB-Pokal zog der Bosnier mit den Freiburgern bis in das Finale ein, verlor jedoch im Elfmeterschießen gegen RB Leipzig. Er kam auf dem Weg in das Finale 5-mal zum Einsatz und erzielte ein Tor. Im Endspiel wurde Demirović in der Schlussphase eingewechselt und vergab nach Christian Günter den letzten und entscheidenden Elfmeter.
Zur Saison 2022/23 wechselte der 24-Jährige zum Ligakonkurrenten FC Augsburg, bei dem er einen Vertrag bis zum 30. Juni 2026 unterschrieb. Im Gegenzug schloss sich Michael Gregoritsch den Freiburgern an. In seiner ersten Spielzeit kam er für den FCA zu 30 Einsätzen und erzielte dabei 8 Tore.
Im August 2023 wurde er von Cheftrainer Enrico Maaßen zum Kapitän ernannt. Am 23. September 2023 erzielte Demirović beim 2:1-Sieg des FC Augsburg gegen den 1. FSV Mainz 05 beide Augsburger Treffer. Das Tor zum zwischenzeitlichen 1:1-Ausgleich war zugleich das 500. Bundesliga-Tor der Fuggerstädter.
Im Juli 2024 wechselte er zum VfB Stuttgart und unterschrieb dort einen Vertrag bis 2028.

### Nationalmannschaft
Demirović spielte 14-mal für die bosnisch-herzegowinische U17-Nationalmannschaft und 16-mal für die U19. Am 1. September 2017 gab er bei der 1:3-Niederlage im EM-Qualifikationsspiel in Zenica gegen Rumänien sein Debüt für die U21-Nationalmannschaft. In der A-Nationalmannschaft debütierte er am 24. März 2021 beim 2:2 in Finnland.

## Titel
- Deutscher Pokalsieger: 2025 (VfB Stuttgart)
- Meister der A-Junioren-Bundesliga Nord/Nordost: 2015 (RB Leipzig)
- Meister der B-Junioren-Bundesliga Nord/Nordost: 2015 (RB Leipzig)